# Ilex ovalis
Ilex ovalis är en järneksväxtart som först beskrevs av Hipólito Ruiz López och Pav., och fick sitt nu gällande namn av Loesener. Ilex ovalis ingår i släktet järnekar, och familjen järneksväxter. Inga underarter finns listade i Catalogue of Life.